# Podgradina
Podgradina es una localidad de Croacia ubicada en el municipio de Posedarje, en el condado de Zadar. Según el censo de 2021, tiene una población de 631 habitantes.

## Geografía
Está situada a una altitud de 168 metros sobre el nivel del mar, a 271 km de la capital nacional, Zagreb.

## Demografía
| Gráfica de población de Podgradina 1857-2021                       |
|                                                                    |
| Según los censos de población de la Oficina de Estadísticas Croata |